# Милигуло, Николай Павлович
Николай Павлович Милигуло (бел. Мікалай Мілігула; 7 ноября 1936, Минск, Белорусская ССР, СССР) — советский гимнаст, призёр Олимпийских игр. Мастер спорта СССР (1956). Заслуженный мастер спорта СССР (1968).

## Биография
Тренировался у Романа Семёновича Ваткина.
Чемпион Спартакиады дружественных армий 1958 в составе команды гимнастов, а также серебряный призёр СКДА-58 в командных соревнования по военно-прикладному троеборью.
В 1960 году на Олимпийских играх в Риме стал обладателем серебряной медали в составе команды.
В 1972 году завершил спортивную карьеру и перешёл на тренерскую работу. Среди его воспитанниц — знаменитая советская гимнастка Нелли Ким.
В 1991 году переехал в США и поселился в Миннеаполисе.

## Награды
- Медаль «За трудовое отличие» (16.09.1960) — за успешные выступления в XVII летних и VIII зимних Олимпийских играх 1960 года, а также за выдающиеся спортивные достижения[4]